# Tito Fernández (director)
Amadeo Ramón Fernández Álvarez (San Esteban de Pravia, Principado de Asturias; 26 de septiembre de 1930 - Ronda, Málaga; 9 de septiembre de 2006), conocido como Tito Fernández, fue un director de cine español.

## Biografía
Nació en San Esteban de Pravia (Asturias) el 26 de septiembre de 1930, hijo del minero Gustavo Fernández (sindicalista de la CNT). Empezó a estudiar Ingeniería, pero pronto dejó los estudios para dedicarse al mundo del cine.
El director retrató en sus películas las obsesiones del español medio de los años '60 y '70, desde la falta de sexo y dinero, al enfrentamiento entre provincianismo y modernidad, en el más puro cine comercial de la época. Encadenó grandes éxitos del cine español como las comedias Aquí están las vicetiples, Margarita se llama mi amor, Sor Ye-yé y Cateto a babor, el thriller Rueda de sospechosos, la policíaca Siete minutos para morir e incluso la cinta de corte religioso El Cristo del océano. Desde el año 1975 al año 2001 su película No desearás al vecino del quinto fue el récord de taquilla en España.
En su última etapa se dedicó principalmente a dirigir series para la televisión. En especial, para las series Los ladrones van a la oficina y la primera temporada de Cuéntame cómo pasó.
Murió en Ronda el 9 de septiembre de 2006 a causa de un infarto después de ir como espectador a la alternativa de Cayetano Rivera Ordóñez.

## Series TV
- Los ladrones van a la oficina.
- Cuéntame cómo pasó.

## Filmografía
- ¡Ahí va otro recluta! (1960)
- Margarita se llama mi amor (1961)
- ¡Aquí están las vicetiples! (1961)
- Objetivo: las estrellas (1963)
- Rueda de sospechosos (1964)
- Sor ye-yé (1968)
- Las panteras se comen a los ricos (1969)
- Siete minutos para morir (1969)
- El señorito y las seductoras (1969)
- No desearás al vecino del quinto (1970)
- ¿Quién soy yo? (1970)
- Cateto a babor (1970)
- El diablo cojuelo (1971)
- Simón, contamos contigo (1971)
- El Cristo del océano (1971)
- Los novios de mi mujer (1972)
- Casa Flora (1973)
- Doctor, me gustan las mujeres, ¿es grave? (1973)
- Matrimonio al desnudo (1974)
- Un lujo a su alcance (1975)
- Cómo matar a papá sin hacerle daño (1975)
- El adúltero (1975)
- Cuando los maridos se iban a la guerra (1976)
- Chely (1976)
- Ésta que lo es (1977)
- La insólita y gloriosa hazaña del cipote de Archidona (1979)
- Gay Club (1981)
- Las aventuras de Enrique y Ana (1981)
- ¡¡¡A tope!!! (1983)
- El donante (1985)
- De hombre a hombre (1985)
- La chica de la piscina (1986)
- Aquí, el que no corre... vuela (1992)